# اچ.دی. رواننا

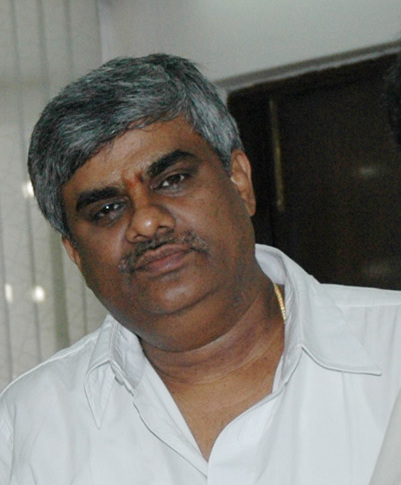
اچ. دی. روانناريا،نخست‌وزیر پیشین هند

اچ. دی. رواننا (انگلیسی: H. D. Revanna؛ زادهٔ ۱۷ دسامبر ۱۹۵۷) یک سیاستمدار اهل هند است. وی عضو مجمع قانونگذاری در ایالت کارناتاکا در هند است. حزب سیاسی او جاناتا دال (سکولار) است.

## زندگی‌نامه
اچ.دی. رواننا یکی از پسران اچ.دی. دوی گودا نخست‌وزیر پیشین هند است. او با بهاوانی رواننا ازدواج کرده و دو پسر دارد.